# Trash (Suede)
Trash is een nummer van de Britse alternatieve rockband Suede uit 1996. Het is de eerste single van hun derde studioalbum Coming Up.
Er zijn verschillende betekenissen aan het nummer gegeven, maar in een interview uit 2013 legde frontman Brett Anderson het thema uit door te zeggen: "Het nummer gaat over in de band zitten en over de fans". Anderson beschreef het ook als de soundtrack van zijn leven en zei: "Het gaat over geloven in de romantiek van het alledaagse". De werktitel van het nummer was "Pisspot", maar later werd gekozen voor "Trash" als titel. Het nummer werd een grote hit in het Verenigd Koninkrijk, waar het de 3e positie behaalde. In het Nederlandse taalgebied was het succes iets kleiner, met een 15e positie in zowel de Tipparade van de Nederlandse Single Top 100 als in de Vlaamse Tipparade.